# Zr.Ms. Zierikzee (1987)
De Zr.Ms. Zierikzee is een Nederlandse mijnenjager van de Alkmaarklasse. Het schip is vernoemd naar de Zeeuwse stad Zierikzee.
In 1991 nam de Zierikzee samen met de Haarlem en de Harlingen deel aan operatie Phalanx Mike tijdens de Tweede Golfoorlog. Tijdens operatie Phalanx Mike stonden deze schepen onder commando van de West-Europese Unie en in totaal werden er door schepen 35 mijnen geruimd.
Waarvan 16 door de Harlingen en 19 door Zierikzee.